# Industry Foundation Classes
Industry Foundation Classes (IFC) — формат даних із відкритою специфікацією, що не контролюється жодною компанією або групою компаній. Формат файлу був розроблений buildingSMART [Архівовано 9 грудня 2015 у Wayback Machine.] (International Alliance for Interoperability, IAI) для спрощення взаємодії в будівельній індустрії. Використовується як формат для інформаційної моделі будівлі (Building Information Modeling).

## Історія
Формат IFC був спершу розроблений International Alliance for Interoperability, утвореним в 1995 році американськими і європейськими архітектурними, інженерними й конструкторськими фірмами, разом із виробниками програмного забезпечення для забезпечення кращої взаємодії між програмним забезпеченням у галузі. З 2005 року специфікація формату IFC розробляється й підтримується buildingSMART International.
Компанія Graphisoft, виробник CAD програмного забезпечення й творець програми ArchiCAD, була першою у світі компанією, що надала користувачам можливість експортувати й імпортувати файли у форматі IFC.

## Специфікації IFC/ifcXML
- ifc4 — Березень 2013
- ifcXML2x3 — Червень 2007
- IFC2x3 — Лютий 2006
- ifcXML2 для IFC2x2 Додавання 1 (RC2)
- IFC2x2 Додавання 1 — Липень 2004
- ifcXML2 для IFC2x2 (RC1)
- IFC 2x2
- IFC 2x Addendum 1
- ifcXML1 для IFC2x й IFC2x Додавання 1
- IFC 2x
- IFC 2.0
- IFC 1.5.1
- IFC 1.5

## Програмне забезпечення, що підтримує формат
- Graphisoft: ArchiCAD підтримує IFC 1.51, IFC 2.00, IFC 2x, IFC 2x2, IFC 2x3 починаючи з ArchiCAD 7.
- Tekla: Tekla Structures підтримує IFC 2x2 й IFC 2x3
- Nemetschek: VectorWorks підтримує IFC 2x3 за допомогою VectorWorks IFC v.2x3 plug-in
- Autodesk: Revit підтримує IFC 2x2 й IFC 2x3
- Autodesk: Autocad підтримує IFC 2x2 й IFC 2x3
- OpenBim [Архівовано 17 березня 2022 у Wayback Machine.] The Open toolbox for Bim підтримує IFC 2x3
- Trimble: SketchUp Pro підтримує IFC 2x3
- Розширення файлу IFC [Архівовано 4 березня 2016 у Wayback Machine.] — Програми, що використовують це розширення: .ifc